# ONE 163
ONE 163: Akimoto vs. Petchtanong fue un evento de deportes de combate producido por ONE Championship llevado a cabo el 19 de noviembre de 2022, en el Estadio Cubierto de Singapur en Kallang, Singapur.

## Historia
Una pelea por el Campeonato Mundial de Kickboxing de Peso Gallo de ONE entre el campeón Hiroki Akimoto y Petchtanong Petchfergus encabezó el evento.
La final del Grand Prix de Kickboxing de Peso Pesado de ONE entre el Campeón de Kickboxing de Peso Semipesado de ONE Roman Kryklia y Iraj Azizpour se llevó a cabo en la coestelar del evento. El par se enfrentó primero en Kunlun Fight 69 el 4 de febrero de 2018 por el Torneo de +100kg de Kunlun Fight de 2018, donde Azizpour ganó por decisión mayoritaria en el asalto extra. Su segundo enfrentamiento se llevó a cabo en Kunlun Fight 80 el 24 de febrero de 2019 por el Torneo de +100kg de Kunlun Fight de 2019, donde Kryklia ganó por decisión unánime. Ambos estaban programados para encabezar ONE: NextGen por el Campeonato Mundial Inaugural de Kickboxing de Peso Pesado de ONE, pero Kryklia se retiró por razones médicas no reveladas.
El ex-Campeón Mundial de Peso Ligero de ONE Shinya Aoki enfrentó al prospecto ruso Saygid Izagakhmaev en el evento.
Durante el pesaje, Itsuki Hirata, Yuya Wakamatsu y Asahi Shinagawa fallaron el test de hidratación y fueron forzados a tomar pesos pactados. Wakamatsu pesó 139 libras, 4 libraas sobre el límite, Shinagawa pesó 126 lbs, 1 libra sobre el límite, y Hirata falló el peso y la hidratación. La pelea procedió en un peso pactado con Wakamatsu siendo multado con el 40% de su bolsa, la cual fue hacía su oponente Woo Sung Hoon; Shinagawa fue multado con el 20% de su bolsa, que fue hacía su oponente Rui Botelho. pero Hirata que estaba programada para enfrentar a la ex-Campeona de Peso Súper Átomo Feminino de Rizin Seo Hee Ham, que se rehusó a competir debido al fallo de Hirata y la pelea fue cancelada.

## Resultados
1. ↑  Por el Campeonato Mundial Kickboxing de Peso Gallo de ONE.
2. ↑  Final del Grand Prix de Kickboxing de Peso Pesado de ONE.
3. ↑  Wakamatsu no dio el peso (139 lbs).
4. ↑  Shinagawa no dio el peso (126 lbs).

## Bonificaciones
Los siguientes peleadores recibieron bonos de $50.000.
- Actuación de la Noche: Roman Kryklia, Saygid Izagakhmaev, Woo Sung Hoon y Bianca Basilio